# Conus vinctus
Conus vinctus é uma espécie de gastrópode do gênero Conus, pertencente a família Conidae.